# Divus

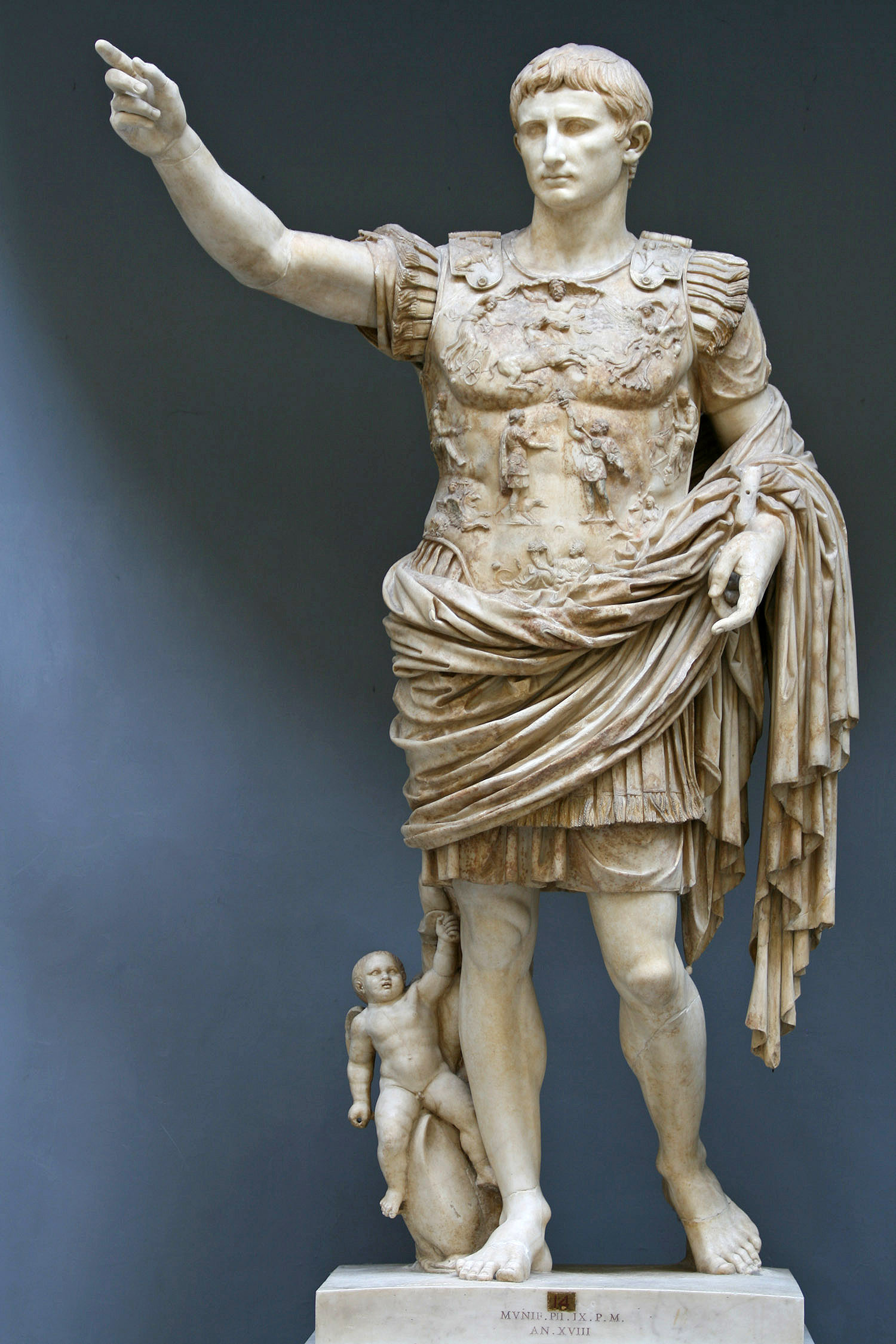
Divus Augustus — Август Прімапорта у Ватиканських музеях

Divus (з латинської — «божественний») — титул римських імператорів та їхніх родичів, який вони могли отримувати після смерті.
У культі римських володарів титул Divus означав, що померла особа була прийнята на небо у сонм богів. Для цього було необхідне рішення сенату (лат. consecratio) та проведення церемонії освячення статуї Дівуса.
Перехід у стан дівуса, згідно з культом, завершувався вознесінням імператора на небо. Вознесіння проходило на квадризі чи супроводженням бога часу у вигляді дитини з крилами — що відповідно відображалося у скульптурах чи розписах.
Саму церемонію називали апофеозом та вперше провели для Гая Юлія Цезаря. Його всиновлений син і, згодом, імператор Октавіан Август ще за життя був обожественний як Divi filius — син бога, а по смерті його вшановували як Divus Augustus.